# Trofeo dell’U.V.I.
Die Trofeo dell’U.V.I. (Unione Velocipedistica Italiana) war ein Wettbewerb im Straßenradsport in Italien. Es war eine Serie von Eintagesrennen als auch kleineren Etappenrennen und fand von 1949 bis 1960 statt. Die Rennserie war Fahrern vorbehalten, die eine Lizenz des italienischen Radsportverbandes Unione Velocipedistica Italiana (heute Federazione Ciclistica Italiana) als Unabhängige hatten. Der Verband war auch Namensgeber des Wettbewerbes.

## Geschichte
Die Sieger der Rennserie wurden nach einer Punktewertung ermittelt, die aus den Platzierungen der einzelnen Rennen resultierte. Der Fahrer mit der höchsten Punktezahl am Ende der Saison wurde Sieger. Es wurden in jedem Jahr mindestens fünf bis höchstens zehn Rennen gewertet. 1960 wurde die Klasse der Unabhängigen von der Union Cycliste International (UCI) abgeschafft. Damit endete auch dieser Wettbewerb. Zur Trofeo gehörten in unterschiedlichen Jahren die Rennen:
- Giro di Sicilia (Etappenrennen)
- Giro della Provincia di Reggio Calabria (Etappenrennen)
- Giro di Aspromonte
- Giro dell’Appennino
- Giro delle Alpi Apuane
- Giro del Penice
- Giro della Valle del Crati
- Circuito di Savona
- Circuito di Ceprano
- Circuito di Cattabrighe
- Circuito Valle del Liri
- Gran Premio Ceramisti
- Gran Premio Pontremoli
- Gran Premio Ponte Valleceppi
- Gran Premio Industria Quartara
- Coppa Placci
- Coppa Kaiser
- Trofeo Berkel
- Milano–Rapallo
- Premio Porto Sant’Elpidio
- La Nazionale a Romito Magra

## Sieger
- 1949  Sergio Pagliazzi
- 1950  Luciano Frosini
- 1951  Lido Sartini
- 1952  Waldemaro Bartolozzi
- 1953  Primo Volpi
- 1954  Tranquillo Scudellaro
- 1955  Waldemaro Bartolozzi
- 1955  Guido Boni
- 1957  Armando Pellegrini
- 1958  Rino Benedetti
- 1959  Oreste Magni
- 1960  Giuseppe Fallarini